# Cranio di Iho Eleru
Il Cranio di Iho Eleru  è il fossile di un cranio di un ominide della specie Homo sapiens scoperto a Iho Eleru, vicino al villaggio di Isarun, nello stato di Ondo in Nigeria nel 1965 da Thurstan Shaw.

## Ritrovamento
Il cranio di Iwo Eleru fu ritrovato in un riparo roccioso che ha dato il nome al fossile, nel 1965 da Thurstan Shaw e da il suo team.
Il teschio, mal conservato e successivamente ricostruito, e i resti dello scheletro, sono stati attribuitiad un individuo adulto e probabilmente maschio.
Il reperto è una delle più antiche testimonianze della presenza dell'H. sapiens in un ecosistema proprio della foresta pluviale.